# Луги (Чечельницкий район)

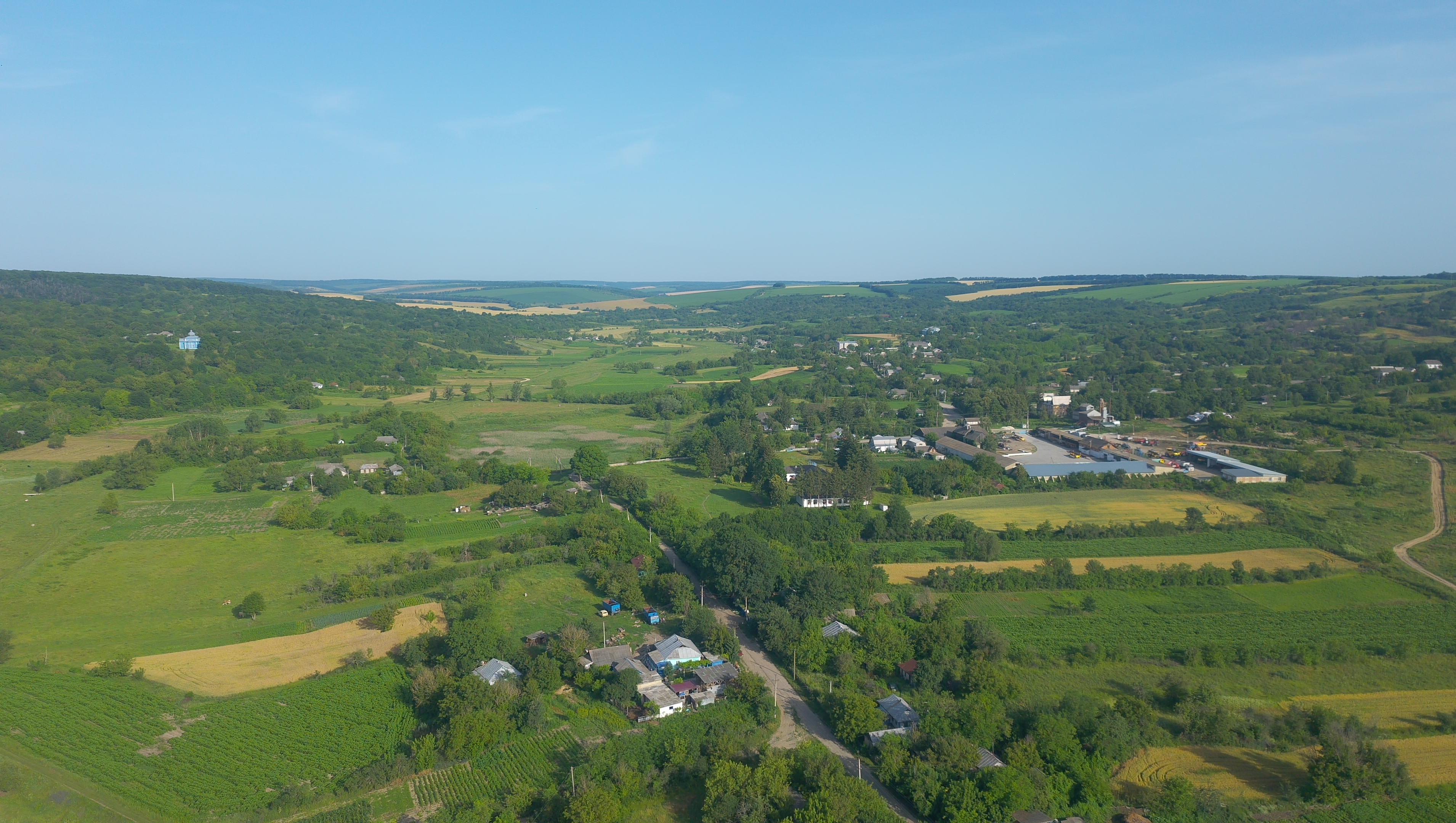
Село Луги з Повітря

Луги́ (укр. Луги) — село на Украине, находится в Чечельницком районе Винницкой области.
Население по переписи 2001 года составляет 1012 человек. Почтовый индекс — 24820. Телефонный код — 4351.
Занимает площадь 42 км².

## Адрес местного совета
24820, Винницкая область, Чечельницкий р-н, с. Луги, ул. Ленина, 6